# Arlington (Texas)
 For alternative betydninger, se Arlington. (Se også artikler, som begynder med Arlington)
Arlington er en amerikansk by og administrativt centrum for det amerikanske county Tarrant County, i staten Texas. Byen har 394.266(2020) indbyggere.

## Ekstern henvisning
- Arlingtons hjemmeside (engelsk)